# Đuro Vidmarović
Đuro Vidmarović (1947.) je hrvatski književnik, povjesničar i likovni kritičar iz Zagreba. Bio je hrvatski politički dužnosnik i diplomat.

## Književni i kulturni rad
Objavio je više knjiga pjesama i književno-povijesnih raščlamba, osvrta i prikaza.
Prevodi s ruskog i ukrajinskog jezika (Aleksandr Šimonovič Korotko, Jehuda Amihaj, Igor Bunič...) i ukrajinskog jezika (Serhij Hrabar (Sergij Volodimirovič Grabar), Stanislav Višenjskij, J. Oros...).
Bio je urednik nekoliko knjiga iz područja povijesti i književnosti (Ezra Ukrainčik, "Pjesništvo moliških Hrvata= Poesio de Molizaj Kroatoj" u suradnji s Marijom Belošević i Antoniom Sammartinom).
Priredio je nekoliko antologija (sam ili u suradnji).
Neka njegova djela su ušla u antologiju novije hrvatske marijanske lirike Duša duše hrvatske Nevena Jurice i Božidara Petrača.
Član je Glavnog odbora Matice hrvatske i Društva prijatelja glagoljice. Član je upravnog odbora Hrvatskog kulturnog vijeća.
2011. je godine bio predsjednikom povjerenstva za dodjelu nagrade Ksaver Šandor Gjalski.
Sudionik Večeri duhovne poezije u Perušiću Benkovačkom.
Na Laudato televiziji uređuje i vodi kulturnu emisiju Susret u Riječi koja se prikazuje nedjeljom u 20:00.

## Znanstveni rad
Piše za nekoliko časopisa, revija i zbornika, kao što su Marulić, Hrvatsko slovo, Hrvatski sjever, Podravski zbornik...
Bavi se ruskim i židovskim pjesništvom, pjesništvom Hrvata u Mađarskoj, gradišćanskim Hrvatima, poviješću Hrvata u Ukrajini, poviješću Ukrajine i sl.

## Politički rad
Jedan je od "barakaša", osnivača HDZ-a. Kao član te stranke, bio je u dva mandata saborskim zastupnikom. Od 1992. do 1994. bio je čelni čovjek zagrebačke organizacije HDZ-a.
Četiri je godine bio hrvatski veleposlanik u Ukrajini. Na tu dužnost je postavljen 22. prosinca 1994., a na istoj je ostao do 1999. godine.

## Djela
(izbor)
- Podravina u pjesničkom stvaralaštvu Hrvata u NR Mađarskoj , članak, 1981.
- Bujice i bregovi, pjesme, 1985.
- Mojom Moslavinom  (suautor s Katarinom Brkić), 1991.
- Koraci, izabrane pjesme, 1991.
- Suvremeni tokovi u pjesništvu madžarskih Hrvata , 1991.
- Poemaro de Kroatoj en Hungario, 1992. (suurednik s Mijom Karagićem i Marijom Belošević), 1992.
- Pjesništvo gradišćanskih Hrvata = Poemaro de Burglandaj Kroatoj, (suurednik s Marijom Belošević i Mijom Karagićem), 1992.
- Gradišćanskohrvatske teme II, 1998.
- Kijevski listići i glagoljaštvo u Ukrajini, predavanje, 2002.
- Aleksandar Korotko u vremenu i prostoru , 2003.
- Malo poznate povijesne činjenice o Ruskoj pravoslavnoj crkvi. Raskol godine 1927. , Crkva u svijetu, članak, 2003.
- Juraj Lončarević - bio-bibliografija, 2005.
- Iz književne zaostavštine Božene Loborec , članak, 2005.
- Horus u krletci, pjesme, 2007.
- Paprat i lišaji, književni prikazi i osvrti, 2007.
- Izabrane pjesme Đuse Šimare Pužarova
- Sjećanja i prilozi za povijest diplomacije Republike Hrvatske, 2008. (urednik i suautor)
- Franjo Tuđman i ideja o hrvatskoj državnoj nezavisnosti na vjetrometini svjetsko-revolucionarnih državno-imperijalnih i ekumensko-univerzalnih pokreta (u Zborniku Dana Franje Tuđmana 2008.)

## Nagrade i priznanja
- 3. nagrada za putopis na 1. Susretu hrvatskoga duhovnoga književnoga stvaralaštva Stjepan Kranjčić 2009. za putopis Kršćani na drugi način[4]

## Vanjske poveznice
- Fokus  Arhivirana inačica izvorne stranice od 10. lipnja 2007. (Wayback Machine) Prešućene židovske knjige
- Hrvatska matica iseljenika  Arhivirana inačica izvorne stranice od 10. lipnja 2007. (Wayback Machine) Povjesničar i književnik Đuro Vidmarović prilikom izlaganja
- Horvát nemzetiségi nyelv — középszint[neaktivna poveznica] Horvát nemzetiségi nyelv — középszint] Sanja Vulić: Izabrane pjesme Đuse Šimare Pužarova
- DPG Predavanja
- KBF-Split Crkva u svijetu br3/2003.  Arhivirana inačica izvorne stranice od 6. travnja 2009. (Wayback Machine)